# Johann Nepomuk Nestroy
Johann Nepomuk Eduard Ambrosius Nestroy (7. prosinec 1801, Vídeň – 25. květen 1862 Štýrský Hradec) byl rakouský divadelník, herec, operní zpěvák, dramatik a satirik.

## Život
Johann Nepomuk Nestroy se narodil jako druhé z osmi dětí významné vídeňské měšťanské rodiny advokáta Johannese Nestroye († 1834) a jeho manželky Marie Magdaleny († 1814). Po otci z Moravskoslezska měl české kořeny. Měl se jako otec stát právníkem, ale více se zajímal o divadlo. Po studiích na gymnáziu začal v roce 1819 studovat práva a filozofii na vídeňské univerzitě, ve stejné době již veřejně vystupoval jako zpěvák. Po promoci v roce 1822 začal svou divadelní kariéru jako operní zpěvák ve Vídni.
Od roku 1823 zpíval dva roky v německém divadle v Amsterdamu, dále byl angažován jako herec v Brně, Bratislavě a dalších městech. V roce 1831 se ze Lvova vrátil do Vídně, kde byl angažován v divadle Theater an der Wien jako komik a dramatik. Okamžitý úspěch mu zajistila v roce 1833 jeho hra Der böse Geist Lumpazivagabundus.
Od listopadu 1854 do listopadu 1860 byl Nestroy ředitelem divadla Carltheater ve vídeňské čtvrti Leopoldstadtu. Poslední léta svého života strávil od roku 1859 ve Štýrském Hradci, kde si koupil dům a ve vile v Bad Ischlu. Naposledy vystoupil na jevišti 29. dubna 1862 ve Štýrském Hradci.
Johan Nestroy zemřel ve Štýrském Hradci, kde byl nejprve pohřben. Od roku 1890 jsou jeho ostatky uloženy na vídeňském centrálním hřbitově.

### Rodinný život
Dne 7. září 1823 se oženil, manželkou se stala Maria Wilhelmine von Nespiesny (1804—1870), 22. dubna 1824 se jim v Amsterdamu narodil syn Gustav. V roce 1827 opustila manželka Nestroye a odešla ke svému milenci, syn Gustav zůstal u otce (manželství bylo oficiálně rozvedeno až v únoru 1845).
Ve Štýrském Hradci se v období 1827/28 seznámil s herečkou Marií Antonií Cäcilií Lacherovou (1809—1864); sama si říkala Marie Weilerová po skutečném otci. Stala se Nestroyovou partnerkou a měla s ním tři děti: syna Karla Johanna Antona (1831—1880), dceru Marii Cäcilii (1840—1873) a Adolpha Johanna, který zemřel necelý měsíc po narození v roce 1843. K legitimizaci dětí došlo až v roce 1858. I přes problémy v soužití (Nestroyovy milostné aféry, zejména s herečkou Karoline Köferovou) učinil Johann Nestroy Marii Weilerovou svou univerzální dědičkou.

## Dílo (výběr)
- 1833 Der böse Geist Lumpacivagabundus (Zlý duch Lumpacivagabundus aneb Ludrácký trojlístek)
- 1833 Der Tritschtratsch
- 1840 Der Talisman (Talisman)
- 1844 Eisenbahnheiraten oder Wien, Neustadt, Brünn (Sňatky na železnici aneb Vídeň, Vídeňské Nové Město, Brno)
- 1848 Freiheit in Krähwinkel (Svoboda v Kocourkově)
- 1862 Hauptling Abendwind oder das gräuliche Festmal (Náčelník Večerní vánek neboli Hody divých mužů)

### Johann Nestroy na českých jevištích
Hry Johanna Nestroye jsou oblíbené na českých jevištích profesionálních i amatérských jevištích již od 19. století. Příklady inscenací:
- V roce 1865 označil Jan Neruda Nestroyovu frašku Zrzavé vlasy za „valně starou“.[4] Hru totiž uvedlo Stavovské divadlo již 1. ledna 1858.[5]
- Národní divadlo v Praze mělo na repertoáru Lumpacivagabundus aneb Ludrácký trojlístek v letech 1894-1900 a Tajné peníze, tajná láska v období 1992-1994.[6]
- V roce 1928 upravili Voskovec a Werich hru Einen Jux will er sich machen pod názvem ...si pořádně zařádit
- Divadlo na Vinohradech uvedlo hru Provaz o jednom konci v roce 2016[7]
- Městské divadlo Brno uvedlo hru Pro nic za nic v roce 2019.[8]

### České rozhlasové adaptace
- 1986 Zlý duch Lumpacivagabundus aneb Ludrácký trojlístek, překlad: Bohumil Mathesius, hudba Miroslav Kořínek, rozhlasová úprava: Jarmila Konrádová, dramaturg Jan Vedral, režie Jiří Horčička. Hráli: Klížil, truhlář (Vlastimil Hašek), Jehlička, krejčí (Viktor Preiss), Knejp, švec + Hilaris, kouzelnický syn (Miroslav Středa), Lumpacivagabundus (Vladimír Brabec), mistr Hoblík + Stellaris, vládce kouzelné říše (Milan Neděla), Pepi + víla Amorosa (Iveta Dušková), Mystifax, starý čaroděj a kočébr (Zdeněk Martínek), hostinský (Vladimír Krška), Soudek (Oldřich Janovský), hospodyně u Hoblíků (Božena Böhmová), Štrudl (Svatopluk Skládal), paní Palpiti (Slávka Budínová), Camilla + víla Fortuna + Rézinka (Helena Friedrichová), Laura + Kačenka (Taťjana Medvecká), Korouhvička (Dalimil Klapka), Luftík (Jindřich Hinke).[9]
- 1994 Náčelník Večerní vánek neboli Hody divých mužů : Hra se zpěvy o 1 dějství, překlad: Jaromír Povejšil, hudba: Pavel Blatný, dramatizace Českého rozhlasu Brno, hráli: Večerní vánek, náčelník Velkolulů (Jiří Tomek), Atala, jeho dcera (Alice Koláčková), Ukruta, náčelník Papulášů (Stanislav Zindulka), Artur, jeho syn (Jan Apolenář), Deli – kat, kuchař (Rudolf Krátký), 1. Velkolula (Luboš Ondráček), komparz (Jiří Šamánek, Libor Tomšík, Jaroslav Novotný, Jiří Fleissig, Petr Pleva, Marie Stojanová a Světlana Sedláčková)[10]
- 2002 Talisman, překlad Eva Bezděková, rozhlasová úprava a dramaturgie Jana Paterová, hudba Vadim Petrov, režie Otakar Kosek. Hráli: Titus Lišák (Jiří Langmajer), Paní z Cypřišova (Daniela Kolářová), Ema, její dcera (Kateřina Vaníčková), Konstance, její komorná (Naďa Konvalinková), Flora, zahradnice (Bára Štěpánová), Semínko, zahradnický pomocník (Bohumil Klepl), Pan Markýz, vlásenkář (Jiří Štěpnička), Salome, husopaska (Tereza Bebarová), Zátka, pivovarník (Bořivoj Navrátil) a Konrád, sluha (Jan Skopeček). (76 min).

## Posmrtné pocty
- Po Johannu Nestroyovi je pojmenováno vídeňské náměstí Nestroyplatz, stanice vídeňského metra a další ulice.
- Na místech spojených s Nestroyovým životem stojí pomník (Vídeň, Praterstrasse), busta (Bad-Ischl) a pamětní desky (rodný dům)[2]
- V roce 2001 byla v Rakousku dána do oběhu dvacetišilinková mince s jeho portrétem.
- Od roku 2000 je v Rakousku udělována v několika kategoriích divadelní cena Nestroy-Theaterpreis.

## Fotogalerie

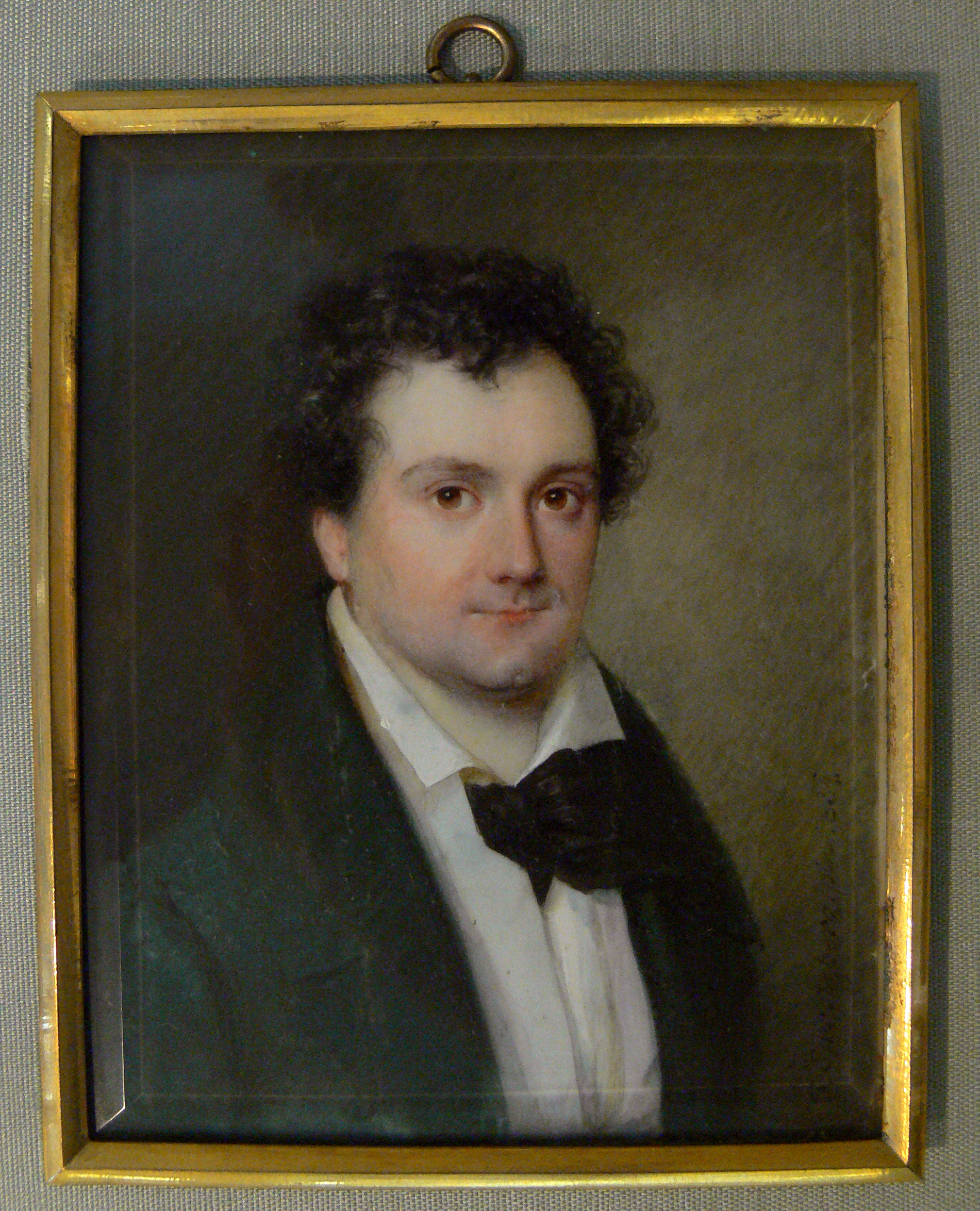
Johann Nepomuk Nestroy (1834)
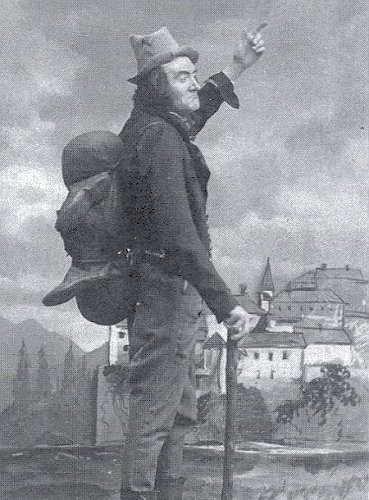
Johann Nepomuk Nestroy ve své glancroli ševce Knejpa ve hře Zlý duch Lumpacivagabundus aneb Ludrácký trojlístek
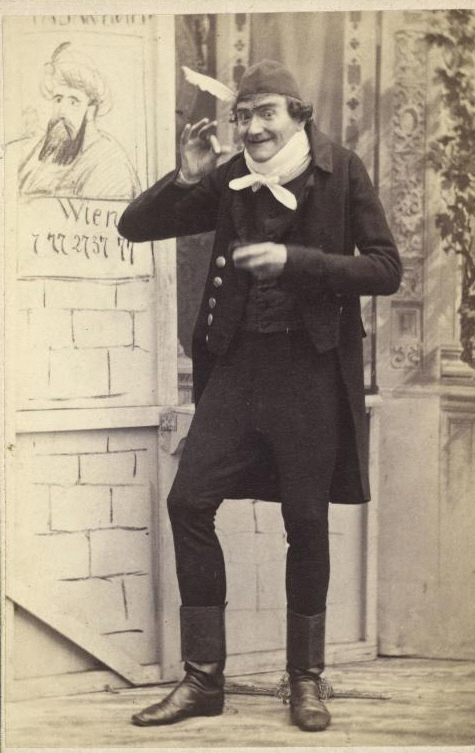
Johann Nepomuk Nestroy ve hře Der Tritschtratsch
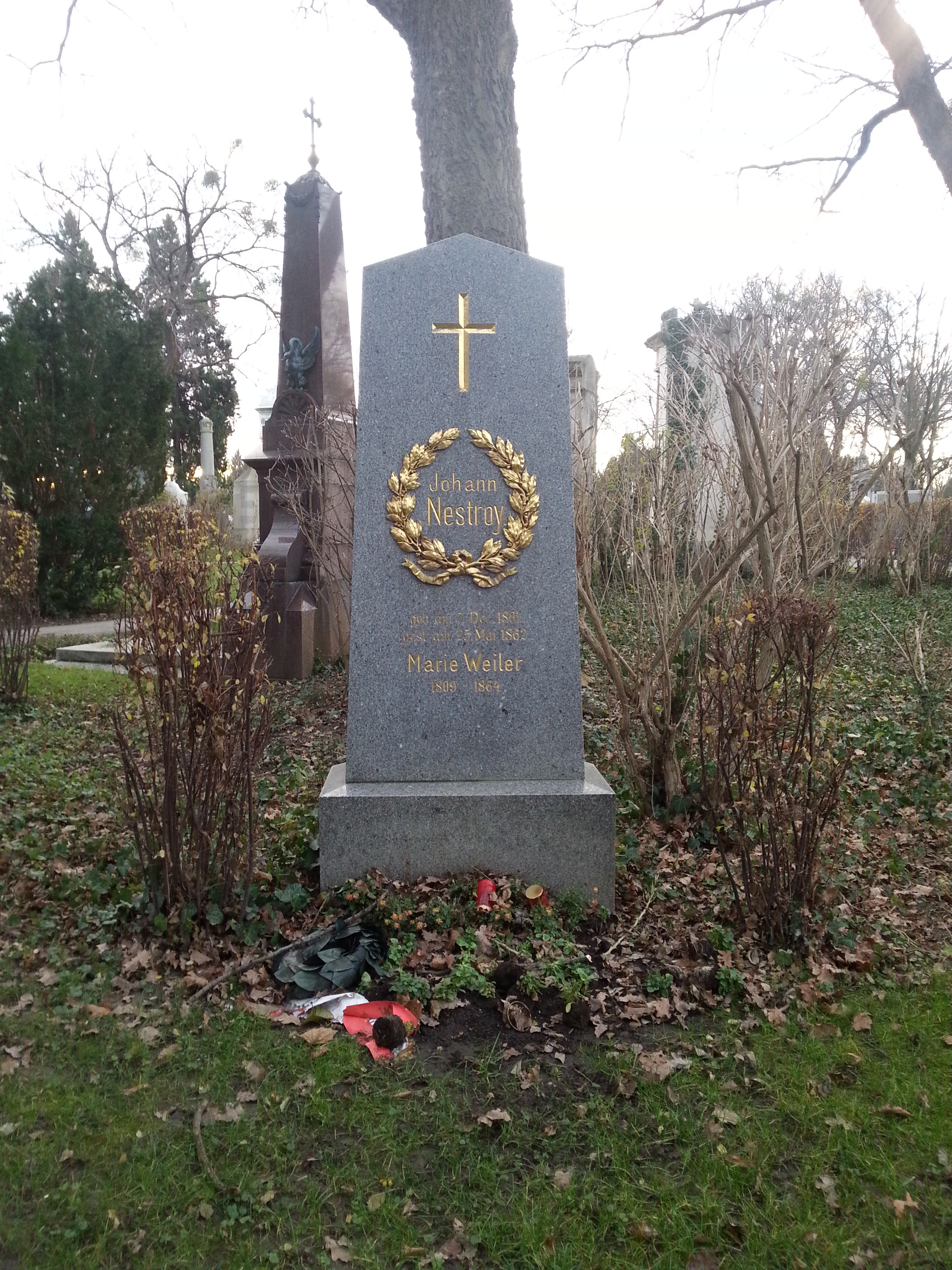
Hrob J. Nepomuka Nestroye ve Vídni (Wiener Zentralfriedhof)